# Mário Teixeira da Silva
Mário Teixeira da Silva (Porto, 29 de outubro de 1947 — Lisboa, 22 de janeiro de 2023) foi professor e um importante galerista e colecionador de arte português.
Destaca-se a sua atividade como galerista, tendo dirigido desde 1975 e até à data da sua morte o Módulo – Centro Difusor de Arte, uma das mais importantes galerias de arte em território nacional. Como colecionador reuniu uma importante coleção que foi apresentada publicamente em 2022 no Museu Nacional de Arte Contemporânea do Chiado, em Lisboa.

## Vida e obra
Nasceu no Porto, filho de pai com o mesmo nome (Mário Teixeira da Silva) e de Myriam Edith Azancot Barros Basto Teixeira da Silva. Era neto por via materna de Artur Carlos de Barros Basto e Lea Montero Azancot, pertencendo a uma das principais famílias judaicas portuguesas, os Azancot. Licenciou-se em Engenharia Química pela Faculdade de Engenharia do Porto; foi docente no ensino secundário. Na década de 1980 teve formação em Museologia nos EUA.
Em 1975 abriu no Porto (na Avenida da Boavista), e em 1979 em Lisboa (de início na Rua António Augusto de Aguiar; mais tarde na Calçada dos Mestres), o Módulo – Centro Difusor de Arte, galeria de arte que se tornaria numa referência no panorama artístico nacional. Manteve os dois polos durante vários anos até se fixar, já neste século, apenas na capital. Mário Teixeira da Silva optou por uma programação diferente do que era preponderante até essa altura nas galerias nacionais, dedicando-se desde o primeiro momento às novas tendências da arte contemporânea e empenhando-se no lançamento de artistas portugueses e estrangeiros. Nas suas palavras, "estava […] a mostrar as últimas tendências da arte internacional. […] [S]abia que essa era uma via mais ingrata e que implicava assegurar-me do máximo de utensílios para fazer ver às pessoas que esse era o caminho que a arte estava a seguir. Há este lado muito didático na primeira fase da galeria."
Segundo Adelaide Duarte, "O Módulo foi uma galeria de rutura, que abriu caminhos" e soube manter-se fiel à orientação inicial. Muitos dos mais importantes artistas portugueses das últimas décadas foi aí que deram os primeiros passos; e ao longo dos anos o Módulo expôs a obra de artistas diversificados entre os quais Helena Almeida, Wim Delvoye, Daniel Buren, Julião Sarmento, Ana Jotta, Andy Warhol, Ana Vidigal e Paula Rego.
Ouçamos as palavras do galerista: "[N]unca tive ninguém ao meu lado a dirigir a galeria, o trabalho é meu, bom ou mau é meu. E é assim que eu gosto de ser, não para ser independente mas para fazer aquilo que eu gosto. E como lhe digo, a galeria existirá enquanto me der prazer. No dia em que achar que estou a sofrer, fecho a galeria. Isso para mim é muito claro." 
Mário Teixeira da Silva foi também colecionador, um colecionador de gosto algo eclético; para ele "as artes não tinham hierarquias, cronologias ou latitudes". Ao longo de várias décadas reuniu uma coleção de arte contemporânea nacional e internacional "com um espectro artístico que vai muito além do seu trabalho galerístico". Em 2022 parte desta importante coleção foi exposta no Museu Nacional de Arte Contemporânea do Chiado, em Lisboa, com curadoria de Adelaide Duarte. Para além da presença de pintores como Silva Porto ou Henrique Pousão e de elementos de arte conhecida como tribal, a exposição integrou sobretudo obras de artistas mais recentes como Jimmie Durham, Alberto Carneiro, Julião Sarmento, Hamish Fulton, Jochen Gerz, Lourdes Castro, Adriana Varejão e Wolfgang Tillmans.
Mário Teixeira da Silva morreu na madrugada do dia 22 de janeiro de 2023 no Hospital de Santa Maria, em Lisboa.